# Hilsondis

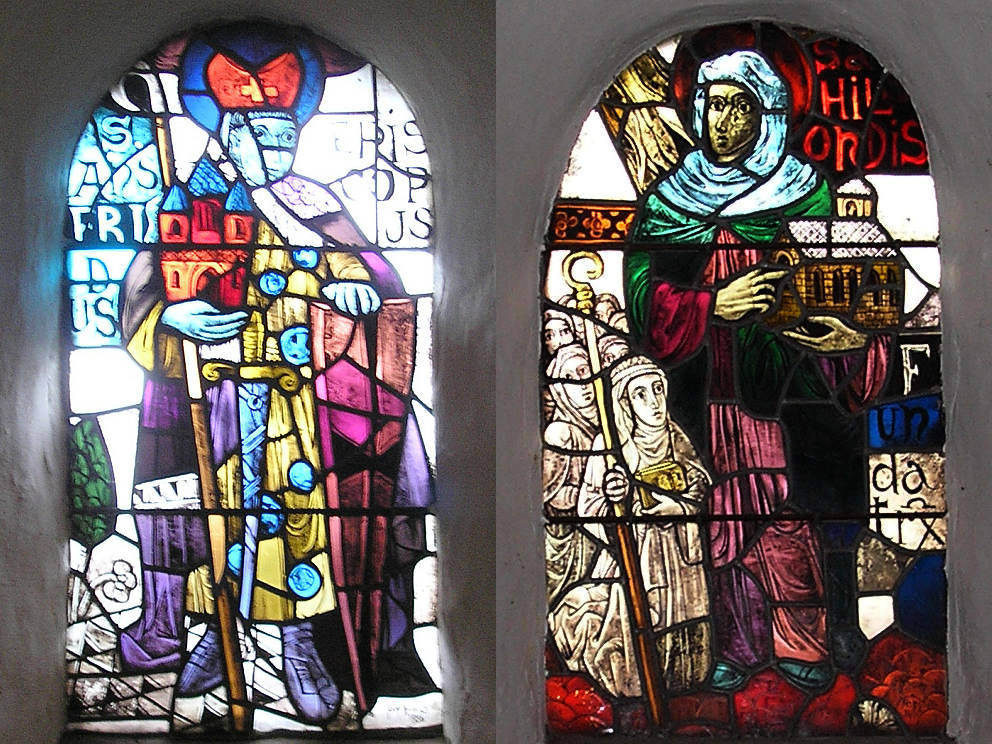
Ansfried en Hilsondis op ramen van de abdijkerk van Thorn

Hilsondis (10e eeuw), ook Hereswind, Hereswint, Hereswintha, Hereswijt of Hilsuïndis, was een adellijke vrouw, maar het is niet helemaal duidelijk wie zij precies was. Volgens sommige bronnen was ze lid van het hof van de heilige Oda van Saksen en gravin van Strijen en Hoei. Ze was getrouwd met Ansfried I, graaf van Taxandrie en Teisterbant, na haar dood bisschop van Utrecht, telg van een adellijke familie.
In 992 stichtte zij, op advies en met toestemming van haar man Ansfried, de Abdij van Thorn. Hun dochter Benedicta wordt daar eerste abdis. Andere bronnen stellen dat zij zelf eerste abdes was. Al de vrijgoederen die zij van Oda's echtgenoot Zwentibold, koning van Lotharingen, geërfd had, maakte zij over aan de abdij, met name goederen in West-Brabant. Dergelijke schenkingen waren lang niet altijd ingegeven door altruïsme, het was in die tijd een methode om te ontkomen aan de verplichtingen die waren verbonden aan het in bezit hebben van leengoederen en -rechten. Men droeg deze over aan een abdij onder de voorwaarde dat men de abt of abdis zelf kon benoemen. Zo hield men de zeggenschap. 
Andere bronnen stellen dat Ansfried tussen 972 en 992 in Thorn een klooster heeft gesticht. Ansfrieds dochter was daarvan de eerste abdis en zijn echtgenote Hilsondis (Hereswind) is er begraven. Hilsondis (Hereswind) heeft waarschijnlijk zelf goederen in westelijk Noord-Brabant bezeten. In later tijd, in ieder geval sedert de dertiende eeuw, bezat de abdij van Thorn daar goederen en rechten.
De plaats Hilvarenbeek is mogelijk naar haar (met dan als naamvariant Hildeware) vernoemd. In de veertiende eeuw heette het “Beke der heyliger Hildervardi”.
In de Strijenlegende wordt Hilsondis voorgesteld als gravin van Strijen.